# Dicranomyia (Idioglochina) chlorella
Dicranomyia (Idioglochina) chlorella is een tweevleugelige uit de familie steltmuggen (Limoniidae). De soort komt voor in het Australaziatisch gebied.